# Louis Dunski
Louis Dunski, de son nom complet, Louis-Jean Zdan-Dunski est un architecte d'origine polonaise, mais la Pologne faisait partie de l'empire russe à l'époque, né à Varsovie probablement le 26 octobre 1829, mort à Nice le 16 avril 1888.

## Biographie
On ne sait pas grand-chose de ses années de formation. Il a été l'élève de l'école des Beaux-Arts de Paris. Il a obtenu un diplôme d'ingénieur.
Dans les Archives nationales, on trouve un répertoire des conducteurs des Travaux publics où un Louis-Jean Dunski est cité comme étant né en Pologne, en 1829, et ayant démissionné de son poste en 1868.
Il s'installe à Nice en 1869, ou peu avant, au no 2 place de la Poissonnerie, et a eu par la suite plusieurs lieux de résidence. 
Il a cessé son activité d'architecte en 1881-1882. Il a vécu à Nice avec une parente, la veuve Alexandra Dunska.

## Principaux ouvrages
- Château La tour des Baumettes (modifications), 22 avenue Château-de-la-Tour, en 1878
- Cercle de la Méditerranée par modification du premier casino de Nice, promenade des Anglais, en 1872
- Palais B. Aune, angle du 10 avenue Clemenceau et du 12 rue 'Angleterre, en 1879-1880
- Immeubles à l'angle de la rue de la Paix et de la rue d'Angleterre, en 1879-1880
- Immeuble, rue Foncet, en 1881
- Modification de la façade de l'hôtel Royal, rue Pastorelli, en 1879